# Ulla Tham

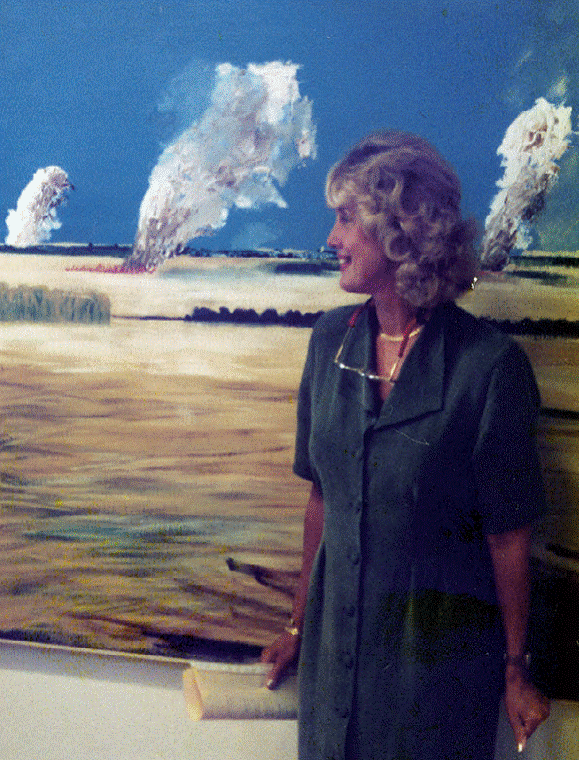
Ulla Tham

Ulla Tham, född Gustavii  1936, är en svensk fackboksförfattare inom konst, konsthantverk och arkitektur. 
Ulla Tham växte upp i Jönköping och är verksam i Linköping som universitetsadjunkt, konstpedagog och intendent samt konstrådgivare och föreläsare. Ulla Tham har bl.a. en fil. kand. i engelska språket och konsthistoria med konstteori vid Stockholms universitet, samt studier i konsthistoria och konsthantverk vid St Thomas University, Houston, USA.
Ulla Tham var från 1960 gift med överläkaren och docenten Richard Tham (1935–2023).